# Наречие
Наре́чие (ка́лькой с лат. adverbium) — неизменяемая самостоятельная часть речи, обозначающая признак действия, качества, другого признака или предмета. Слова этого класса отвечают на вопросы «где?», «когда?», «куда?», «откуда?», «почему?», «зачем?», «как?» и чаще всего относятся к глаголам и обозначают признак действия.
Процесс образования наречий называется адвербиализацией.

## Морфологические признаки
Наречия — неизменяемые слова: они не склоняются и не спрягаются, не имеют окончаний, не изменяются по родам и числам. И только качественные наречия, образованные от прилагательных, имеют степени сравнения и формы субъективной оценки: тихо — тише, менее тихо, тише всех, тихонько-тихонечко.

## Синтаксическая функция
В предложении выполняют функцию обстоятельства, а также (реже) определения или сказуемого.

## Классификация по значению
- Обстоятельственные:
  - образа действия — обозначает образ действия (по-весеннему, так), отвечают на вопросы: Как?, Каким образом?
  - меры и степени — обозначает меру и степень чего-либо (чуть-чуть, немного, вдвое, трижды), отвечают на вопросы: Сколько? Во сколько? Насколько? В какой степени?
  - времени — обозначают время совершения действия (вчера, сегодня, завтра, утром, днём, вечером, ночью, весной, сейчас, позже, погодя, всегда);
  - места — обозначают место совершения действия (далеко, рядом, вдали, вблизи, здесь, там, направо, налево, назад, издали, навстречу, сбоку, около);
  - причины — обозначают причину совершения действия (сгоряча, сдуру, спьяну, поневоле, недаром);
  - цели — обозначают цель совершения действия (нарочно, специально, назло, наперекор, в шутку, умышленно, неумышленно, нечаянно).
- Определительные:
  - качественные — выражают характеристику или оценку действия или признака (естественно!,холодно, зверски, грустно, странно, чудовищно, страшно, быстро, правильно);
  - количественные — определяют меру или степень проявления действия или признака (много, мало, чуть-чуть, вдвойне, втройне, дважды, трижды, вдвоём, втроём, вшестером, очень, весьма, совершенно, абсолютно);
  - способа и образа действия — указывают на способ совершения действия (бегом, галопом, шагом, вплавь, вперемешку, вхолостую, навзничь, наверняка);
  - сравнения и уподобления — (по-бабьи, по-медвежьи, по-старому, по-нашему, по-приятельски, по-прежнему, нос крючком, торчком, загогулиной, дыбом, ёжиком, столбом);
  - совокупности — (вдвоём, втроём, всенародно, сообща).

Качественные наречия, образованные от качественных прилагательных, имеют степени сравнения:
- сравнительная степень выражается:
  - синтаксически: с помощью суффиксов -ее (-ей), -ше, -е,-же (интереснее, дольше, сильней, громче). Некоторые наречия образуют сравнительную степень супплетивно, то есть меняя основу: хорошо — лучше, много — больше, мало — меньше, глубоко — глубже;
  - аналитически: при помощи вспомогательного слова более в сочетании с исходной формой наречия: более сильно, более гнусно, более мерзко и т. д.
- превосходная степень выражается:
  - синтетически (греч. σοφὸς — σοφοτατα): мудро — мудрее всего; с помощью суффиксов -ейш-, -айш-: покорнейше прошу, нижайше кланяюсь. Очень редко употребляется в современном русском языке;
  - аналитически: сочетанием слова наиболее с исходной формой наречия: наиболее противно, наиболее страшно, наиболее плохо т. п. Имеет книжный оттенок и употребляется большей частью в научном стиле речи и публицистике;
  - сложная форма: сочетанием слов всех, всего с синтетической формой сравнительной степени: лучше всех.

Есть наречия знаменательные, если они называют признак, а не указывают на него: вчера, по-волчьи.

## Степени сравнения наречий
1. Сравнительная степень
а) Простая форма образуется с помощью суффиксов -ее, -ей, -е, -ше, -же: весело — веселее.
б) Сложная форма образуется с помощью слов более, менее и наречий в исходной форме: более строго.
2. Превосходная степень
а) Простая форма образуется посредством замены суффикса -о суффиксом -ейше (-айше): покорно-покорнейше, ярко-ярчайше.
б) Сложная форма образуется двумя способами:
 — с помощью слов всего, всех и простой формы сравнительной степени: выше всех, больше всего;
 — с помощью слов наиболее, наименее и наречий в исходной форме: наиболее интересно.

## Классификация по способу образования
- суффиксальный: быстрый — быстро, творческий — творчески;
- приставочно-суффиксальный: сухой — досуха
- приставочный: хорошо — нехорошо, куда — никуда;
- Сложение разных видов:
  - сложение слов: еле, еле — еле-еле, опрометчиво — безумно;
  - сложение с первым элементом полу-: полулёжа; полусидя
  - сложение с присоединением суффикса или приставки и суффикса: мимо ходить — мимоходом; половина, сила — вполсилы.

## Правописание дефиса в наречиях
Через дефис пишут:
- в наречиях на -ому, -ему, -ки, -ски, -ьи с приставкой по- (по-другому, по-хорошему, по-немецки, по-английски, по-медвежьи);
- в наречиях на -ых, -их с приставкой во-, в-, образованных от порядковых числительных (во-первых);
- в неопределённых наречиях с приставкой кое- и суффиксами -то/-либо/-нибудь/-таки/-ка (где-то, как-то);
- в наречиях, образованных:
  - повторением слов и основ слов (еле-еле, волей-неволей, как-никак);
  - сочетанием синонимических слов (нежданно-негаданно).

Приставка по- пишется слитно:
- в наречиях, образованных от прилагательных с помощью этой приставки и суффиксов -у, -еньку, -оньку (попросту);
- с формами сравнительной степени наречий (повыше);

Слитно пишутся:
- наречия, образованные соединением предлогов с наречиями (доныне, извне, навсегда);
- наречия, образованные соединением предлогов в и на с собирательными числительными (вдвое, втрое);
- наречия, образованные соединением предлогов с полными прилагательными (вкрутую).
- наречия, образованные соединением предлога и существительного (наверх, сверх, вдали, вследствие);
- наречия, образованные путём соединения предлога с вопросительными и указательными местоимениями (почему, отчего).

Наречия, состоящие из предлога в и полного прилагательного, начинающегося на гласную, пишутся раздельно (в открытую).
Следует помнить, что словосочетания, имеющие значения обстоятельства это уже наречия, а не существительные.

## Наречия в других языках

### Английский язык
В английском языке наречия делятся на:
- наречия места;
- наречия времени;
- наречия степени;
- наречия образа действия;
- прочие.

Наречия могут характеризовать глагол или глагольную фразу, признак, другое наречие, существительное (only the boss; quite a lovely place), местоимения и целые предложения.

### Изменяемые наречия
В большинстве языков наречие считается неизменяемой частью речи. Известны по крайней мере два языка, в которых наречия способны иметь согласовательные суффиксы: аварский и маори.